# Lao Brewery Company
La Lao Brewery Company Ltd. (LBC) (ບໍລິສັດ ເບຍລາວ ຈໍາກັດ Bolivad Beerlao Chamkad) è un produttore di birra, bibite analcoliche e acqua potabile in bottiglia in Laos. Ha sede a Vientiane.

## Storia
Fondata nel 1971, la Lao Brewery Company era all'epoca una joint-venture tra imprenditori francesi e laotiani. Iniziò la produzione nel 1973 con una capacità di 3 milioni di litri all'anno. L'azienda, allora chiamata Brasseries et Glacières du Laos (BGL), commercializzava la Bière Larue per il mercato locale e la "33" export per l'esportazione (verso i paesi dell'Indocina).

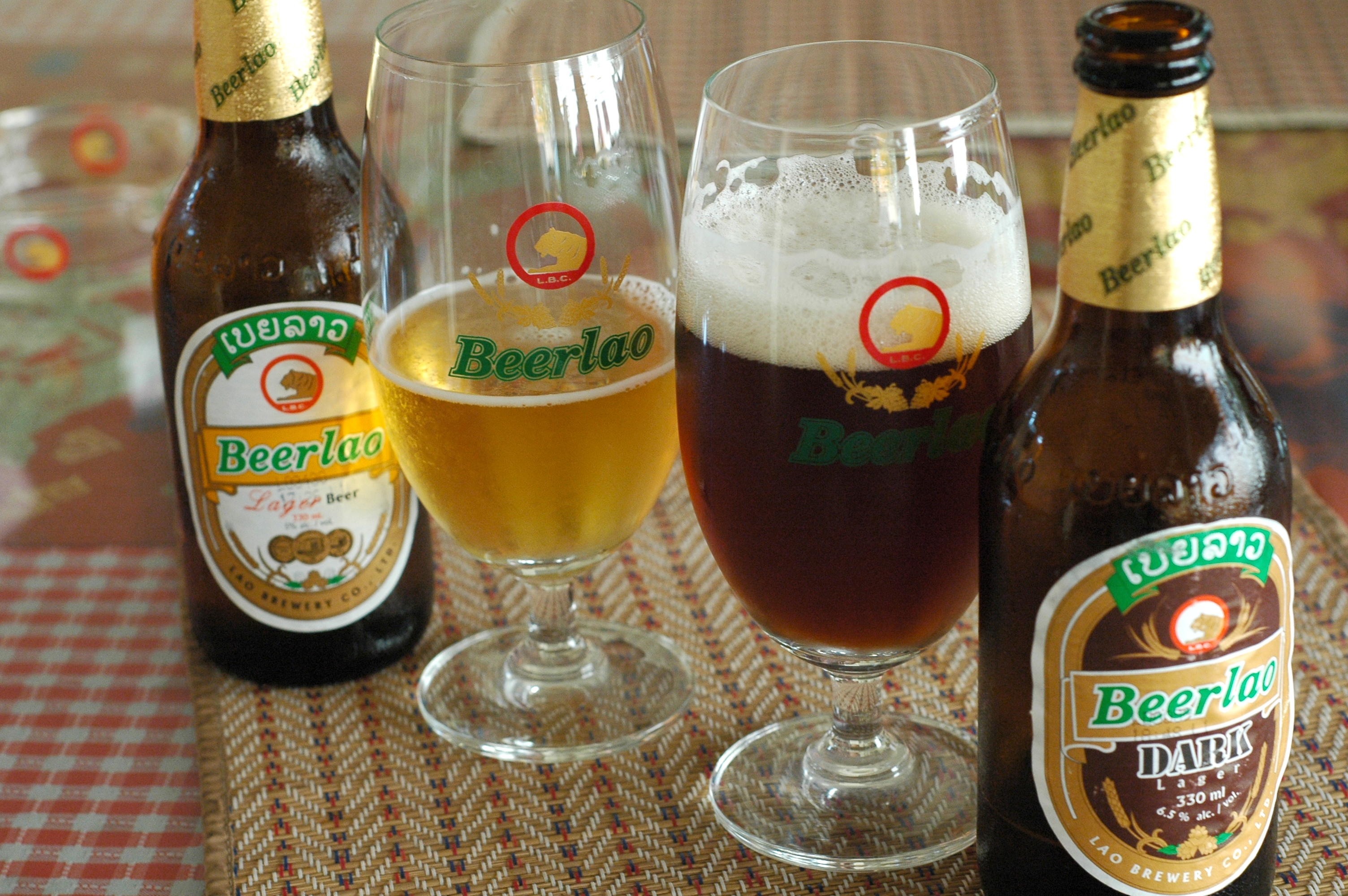
La birra laotiana Beerlao

Con la istituzione della Repubblica Popolare Democratica del Laos nel 1975, l'azienda venne nazionalizzata e diventò impresa statale. Commercializzò la sua birra dapprima con il marchio Bière Lao, poi (inizio del 1995) come Beerlao. Il loro marchio "33 export" è stato commercializzato fino al 1990, mentre "Bière Larue" è stato commercializzato fino al 1995.
In seguito al programma di riforma economica del 1986, che diede avvio alla transizione da un'economia di pianificazione centralizzata a un'economia di mercato e al lancio del Nuovo Meccanismo Economico (NEM), nel 1993 la LBC ha costituito una joint venture: il 49% di proprietà del governo laotiano e il 51% di investimenti esteri (Loxley: 25,5%). e italiano: 25,5%) con una capacità produttiva di 20 milioni di litri all'anno e 300 dipendenti.
Nel 2005 si verificò un cambio di proprietà: il Gruppo Carlsberg acquisì il 50% dell'azienda, mentre il governo laotiano mantenne il restante 50%.
Nel 2007, Carlsberg Group ha acquisito il 70% delle azioni di Lao Soft Drink Co Ltd., mentre il governo laotiano ha mantenuto le azioni rimanenti.
Tutti i macchinari sono importati dall'Europa. L'azienda lavora riso coltivato localmente e importa orzo maltato da Francia e Belgio, e luppolo e lievito dalla Germania.

## Prodotti

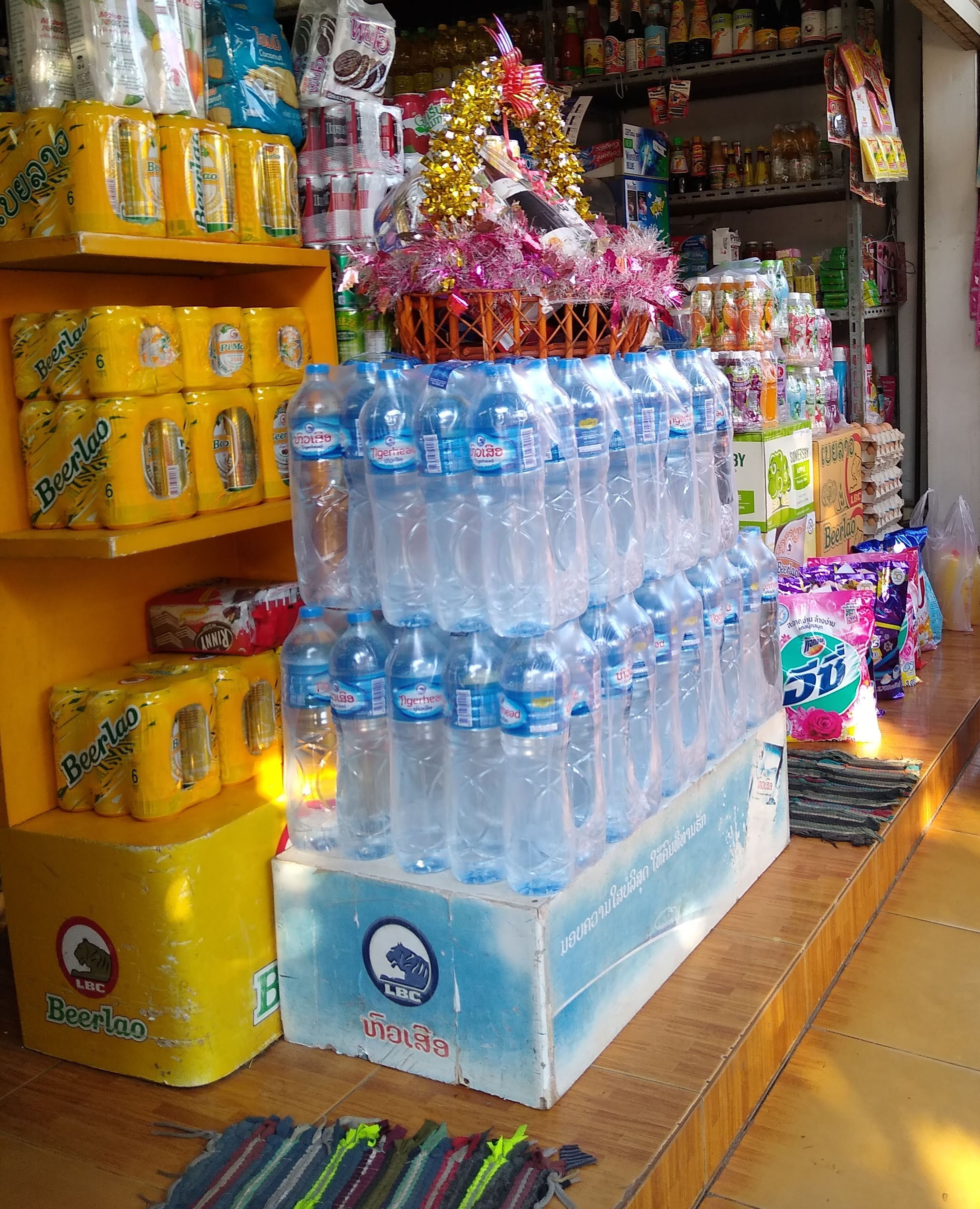
Tigerhead e Beerlao in vendita a Vientiane

L'azienda produce e commercializza sette tipi di birra a marchio Beerlao (Beerlao Lager, Beerlao Gold, Beerlao Dark, Beerlao White, Beerlao Luang Prabang, Beerlao IPA e Beerlao Green), oltre alla birra chiara Lanexang. Produce e commercializza anche acqua potabile in bottiglia con il marchio Tigerhead, e produce inoltre tutti i prodotti Pepsico in Laos, come Pepsi e 7Up.
LBC sostiene di avere una quota di mercato della birra locale pari al 99%.